# 謝爾賓斯基三角形

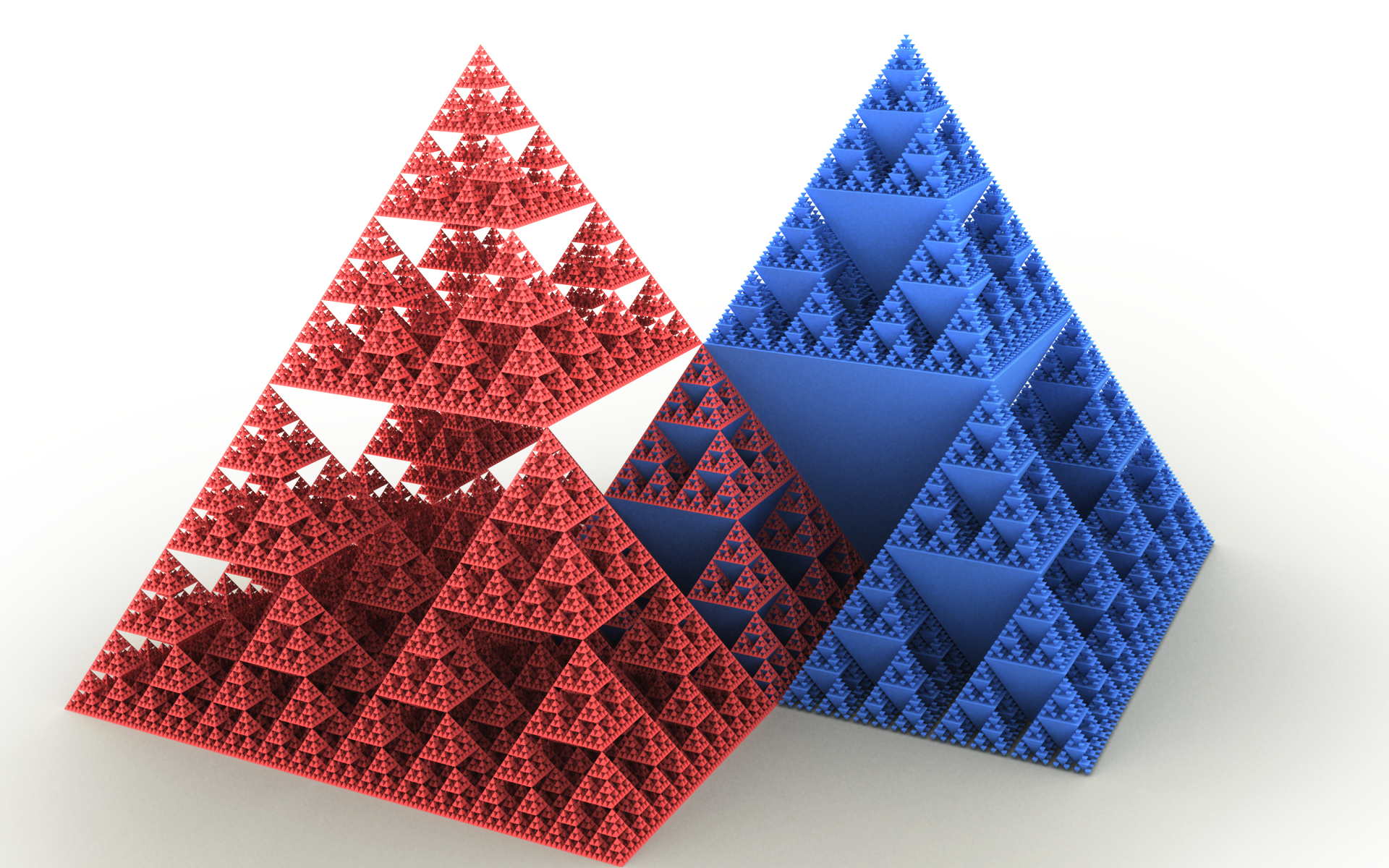
三維版本的謝爾賓斯基三角形

謝爾賓斯基三角形，它的豪斯多夫維是log(3)/log(2) ≈ 1.585。

謝爾賓斯基三角形（英語：Sierpinski triangle）是一個，在二十世紀初以波蘭數學家瓦茨瓦夫·謝爾賓斯基命名，但這類圖案曾廣泛地出現十三世紀科斯馬蒂式的石雕裝飾上。它是自相似集的例子。

## 構造

### 去掉中心
1. 取一個實心的三角形。（多數使用等邊三角形）
2. 沿三邊中點的連線，將它分成四個小三角形。
3. 去掉中間的那一個小三角形。
4. 對其餘每個三個小三角形重複1。

取其他形狀，如一個正方形，用類似的方法構造，也會得到類近謝爾賓斯基三角形的圖案：

### 混沌遊戲

動畫展示由混沌遊戲得到的謝爾賓斯基三角形

用隨機的方法（Chaos Game），都可得到謝爾賓斯基三角形：
1. 取平面上三點A,B,C，組成一三角形
2. 任意取三角形 ABC內的一點
3. 畫出 P和三角形其中一個頂點的中點，并将P移动到这个点
4. 重複3

### L系統
下圖展示了曲線如何逼近謝爾賓斯基三角形。
這條曲線以L系統來記述為：
變數: A , B
常數: + , -
公理: A
規則:
A → B-A-B
B → A+B+A
- A,B ： 向前
- - ： 左轉60°
- + ： 右轉60°

## 性質
對整數維度 {\displaystyle d} ，將一個物體每邊都放大一倍時，物體的體積會增大 {\displaystyle 2^{d}} 倍。對謝爾賓斯基三角形，將它放大一倍會得到三個與原圖案一樣大小的三角形，因此它的豪斯多夫維是{\displaystyle {\frac {\log 3}{\log 2}}\approx 1.585}。
謝爾賓斯基三角形的面積為零（見勒貝格測度）。每一次迭代後圖案的面積都是原來的 {\displaystyle {\frac {3}{4}}}，無窮迭代令該面積收斂於零。

## 外部連結
- 以去掉中心三角形的構作法(cut-the-knot)（页面存档备份，存于）
- 以Chaos Game的原理繪謝爾賓斯基三角形：
  - 一次多點（页面存档备份，存于）
  - 逐步畫出（页面存档备份，存于）
- 遊戲（页面存档备份，存于）
- Sierpinski Gasket and Tower of Hanoi：與河內塔的關係

1. ↑  Williams, Kim. Stewart, Ian , 编. . The Mathematical Tourist. The Mathematical Intelligencer. December 1997, 19 (1): 41–45. S2CID 189885713. doi:10.1007/bf03024339.
2. ↑  Helmberg, Gilbert, , Walter de Gruyter: 41, 2007, ISBN 9783110190922.